# Aspásio
Aspásio (em grego clássico: 'Ασπάσιος, latinizado Aspasius; c. 80 — 150) foi um filósofo peripatético grego, que floresceu provavelmente no final século I, ou, talvez, durante o reinado de Antonino Pio.
Boécio, que frequentemente se refere às suas obras, diz que Aspásio escreveu comentários sobre a maioria das obras de Aristóteles. Os seguintes comentários são expressamente mencionados: sobre De Interpretatione, a Physica, Metaphysica, Categoriae, porém todos esses trabalhos não chegaram até nossos dias.
Os comentários sobre Platão, citados por Porfírio em sua obra sobre a vida de Plotino, também estão perdidos. Os comentários sobre os livros 1, 2, 3, 4, 7 (em parte), e 8, sobre a Ética a Nicômaco, estão preservados; aquele sobre o livro 8 foi impresso juntamente com o de outros comentaristas gregos por Aldo Manúcio em Veneza, em 1536. Eles foram, em parte (2-4) traduzidos para o latim por J. B. Feliciano em 1541, e são frequentemente republicados, mas sua autenticidade tem sido contestada. O texto grego deste comentário foi publicado como Commentaria in Aristotelem Graeca (CAG) vol. 19.1, e David Konstan publicou uma tradução em inglês. É considerado um dos mais antigos comentários existentes sobre as obras de Aristóteles.
Porfírio também afirma que os comentários de Aspásio sobre Aristóteles foram usados na escola de Plotino. Alberto Magno, em seu comentário sobre a Política de Aristóteles, também se refere a uma monografia sobre afetos naturais (Libellus de naturalibus passionibus), como tendo sido escrita por Aspásio.